# Cabezabellosa de la Calzada
Cabezabellosa de la Calzada è un comune spagnolo di 127 abitanti situato nella comunità autonoma di Castiglia e León.